# Municipio de Hillside (Dakota del Sur)
El municipio de Hillside (en inglés, Hillside Township) es un municipio del condado de Edmunds, Dakota del Sur, Estados Unidos. Tiene una población estimada, a mediados de 2022, de 31 habitantes.
Abarca una zona exclusivamente rural.

## Geografía
Está ubicado en las coordenadas 45°17′6″N 99°23′45″O / 45.28500, -99.39583. Según la Oficina del Censo de los Estados Unidos, tiene una superficie total de 93.60 km², de los cuales 88.39 km² corresponden a tierra firme y 5.21 km² están cubiertos de agua.

## Demografía
Según el censo de 2020, en ese momento había 36 personas residiendo en la zona. La densidad de población era de 0.41 hab./km². El 88.89 % de los habitantes eran blancos, el 2.78 % era asiático, el 2.78 % era de otra raza y el 5.56% eran de una mezcla de razas. Del total de la población, el 8.33 % eran hispanos o latinos de cualquier raza.